# Willards
Willards és una població dels Estats Units a l'estat de Maryland. Segons el cens del 2000 tenia 938 habitants.

## Demografia
Segons el cens del 2000, Willards tenia 938 habitants, 364 habitatges, i 259 famílies. La densitat de població era de 377,3 habitants per km².
Dels 364 habitatges en un 39% hi vivien nens de menys de 18 anys, en un 48,9% hi vivien parelles casades, en un 15,9% dones solteres, i en un 28,6% no eren unitats familiars. En el 22,5% dels habitatges hi vivien persones soles l'11,5% de les quals corresponia a persones de 65 anys o més que vivien soles. El nombre mitjà de persones vivint en cada habitatge era de 2,58 i el nombre mitjà de persones que vivien en cada família era de 2,94.
Per edats la població es repartia de la següent manera: un 29% tenia menys de 18 anys, un 9,4% entre 18 i 24, un 32% entre 25 i 44, un 17,5% de 45 a 60 i un 12,2% 65 anys o més.
L'edat mediana era de 32 anys. Per cada 100 dones de 18 o més anys hi havia 91,9 homes.
La renda mediana per habitatge era de 32.059 $ i la renda mediana per família de 32.625 $. Els homes tenien una renda mediana de 29.643 $ mentre que les dones 18.500 $. La renda per capita de la població era de 12.745 $. Entorn del 9,2% de les famílies i el 9,9% de la població estaven per davall del llindar de pobresa.

## Poblacions més properes
El següent diagrama mostra les poblacions més properes.